# Nazeing
Nazeing – wieś w Anglii, w hrabstwie Essex, w dystrykcie Epping Forest. Leży 30 km na zachód od miasta Chelmsford i 28 km na północny wschód od Londynu.